# 小槻有家
小槻 有家（おづき の ありいえ、生年不詳 - 弘安3年8月20日〈1280年9月15日〉）は、鎌倉時代の廷臣。右大史・小槻通時の子。官位は正五位上・左大史。

## 経歴
貞永2年（1233年）正五位下に叙せられ、のち正五位上・主殿頭に叙任される。建長4年（1252年）兄・小槻淳方が没したことから、後を継いで左大史に任ぜられ大夫史となる。その後、30年近くに亘って大夫史の地位を占め、この間、穀倉院別当・記録所勾当・修理東大寺大仏長官も務めたほか、能登介・豊前守を兼ねた。また、後嵯峨上皇や後深草上皇の上北面にも仕えている。
一方で、文永元年（1264年）大宮流の小槻秀氏が左大史に任ぜられ、有家は大夫史として肩を並べられている。また、かつて有家の曾祖父・小槻隆職や祖父・小槻国宗が開発した官厨家便補保（太政官厨家領）について、大宮流の小槻季継が朝廷の宣旨を得て次男の小槻朝治に譲与していた。文永4年（1267年）有家はこの所領は大宮流に相伝されるべきものではなく、官務（を務める壬生流）に知行されるべき旨を訴え出る。この相論の結果は明らかでないが、係争地の一部についてその後も引き続き大宮流に知行されており、有家の訴えの一部は認められなかったと想定される。文永10年（1273年）この相論の終結に当たって、有家と朝治は以下内容で『小槻有家・朝治連署起請文』を作成し、小槻氏の中で永業流（大宮流）と隆職流（壬生流）の優越を宣言し、この両流にのみ官務職・相伝文書の独占的継承を認めた。
- 氏寺の法光寺および常林寺とその寺領を氏長者に知行する所領とする[6]。
- この所領を支配する氏長者は、大炊頭・小槻永業と伊賀前司・小槻隆職両流の後胤のうちで位次が上でかつ文書を相伝し顕職（＝官務）に就いている者とする。

また、有家は同時に『小槻有家起請』を作成し、壬生流の中においても文書・所領を有家の子孫に単独相続することを定めた。この両通の置文は壬生・大宮両流が自家のあり方を明記したものであることから、これを官務家としての自覚的宣言・確立として評価し、文永10年（1273年）を壬生・大宮両家の分立の画期とする指摘がある。
有家は壬生流の発展のために、所領の管理整備に努めたほか、『小槻有家置文』3ヶ条を遺して官務としての心構えを記して子孫を諫めるなど、壬生流官務家の基礎を固めた。なお、有家は置文の中で特に文書・所領の保全の重要性を述べている。弘安3年（1280年）8月20日卒去。

## 官歴
注記のないものは『地下家伝』による。
- 貞永2年（1233年） 4月11日：正五位下[11]
- 時期不詳：正五位上。主殿頭[11]
- 寛元2年（1244年）11月7日：文殿別当、官御祈願所行事[12]
- 建長3年（1251年）4月3日：修理左宮城判官[13]
- 建長4年（1252年） 10月8日：見左大史[14]。10月8日：申拝賀。10月：装束使。10月：能登介[15]
- 建長5年（1253年） 正月13日：兼修理東大寺大仏長官[13]。5月19日：見正五位上行主殿頭[16]
- 建長7年（1255年） 2月：兼能登介[15]。6月：参院上北面（院・後嵯峨天皇）
- 文応元年（1260年） 10月：参新院上北面（新院・後深草天皇）
- 弘長3年（1263年） 正月：兼能登権介[15]
- 文永2年（1265年） 8月9日：見豊前守[17]
- 時期不詳：穀倉院別当。記録所勾当
- 建治元年（1275年） 6月9日：見修理東大寺大仏長官[18]
- 弘安3年（1280年） 8月20日：卒去[19]

## 系譜
『系図纂要』による。
- 父：小槻通時
- 母：中原師重の娘
- 妻：滋野宗平の娘
  - 男子：小槻顕衡（?-1298）
- 生母不詳の子女
  - 男子：小槻兼名
  - 男子：守源

## 関連文献
- 永井晋『官史補任』続群書類従完成会、1998年。ISBN 4797106581。 NCID BA35189676。全国書誌番号:98090066。